# Rato Tvrdić
Ratomir «Rato» Tvrdic (Split, RFS Yugoslavia, 14 de septiembre de 1943-20 de agosto de 2024) fue un jugador de baloncesto croata. Consiguió seis medallas en competiciones internacionales con Yugoslavia.

## Carrera profesional
Tvrdić jugó en el equipo croata KK Split, donde ganó dos campeonatos nacionales de la Liga Yugoslava (1971, 1977), tres copas yugoslavas nacionales (1972, 1974, 1977) y dos Copas Korać de la FIBA (1976, 1977). También fue subcampeón de la Copa de Campeones de Europa de la FIBA en la temporada 1971-72, y de la Copa de Campeones de la FIBA en la temporada 1972-73. Ganó además la Triple Corona Europea de Baloncesto, en la temporada 1976-77.

## Selección nacional
Tvrdić jugó con la Selección de Yugoslavia en los Juegos Olímpicos de Verano de 1972, de la cual fue también su capitán. Con Yugoslavia, ganó varias medallas de oro y plata, incluidas en la Copa Mundial FIBA y el EuroBasket.
Ganó medallas de plata en el Campeonato Mundial de 1967 y en el Campeonato Mundial FIBA de 1974, y una medalla de oro en el Campeonato Mundial FIBA de 1970. También ganó una medalla de plata en el EuroBasket de 1969 y medallas de oro en el EuroBasket de 1973 y en el EuroBasket de 1975. También ganó una medalla de oro en los Juegos Mediterráneos de 1967.